# Stadacona (conseil législatif)
Ne doit pas être confondu avec Stadacona (division sénatoriale canadienne).
Division du Conseil législatif du Québec
Stadacona est une division du Conseil législatif du Québec ayant existé de 1867 à 1968. Elle est abolie en même temps que le Conseil lui-même.

## Liste des conseillers
| Années | Années      | Conseiller législatif | Parti        |
| ------ | ----------- | --------------------- | ------------ |
|        | 1867 - 1873 | Thomas McGreevy       | Conservateur |
|        | 1874 - 1876 | John Sharples (père)  | Conservateur |
|        | 1877 - 1892 | John Hearn            | Conservateur |
|        | 1892 - 1893 | John Roche            | Conservateur |
|        | 1893 - 1913 | John Sharples (fils)  | Conservateur |
|        | 1915 - 1923 | John Charles Kaine    | Libéral      |
|        | 1923 - 1934 | William Gerard Power  | Libéral      |
|        | 1934 - 1968 | Hector Laferté        | Libéral      |